# Phostria rufalis
Phostria rufalis là một loài bướm đêm trong họ Crambidae.